# Syntrichia calcicola
Syntrichia calcicola là một loài Rêu trong họ Pottiaceae. Loài này được J.J. Amann miêu tả khoa học đầu tiên năm 1918.